# Samanta Schweblin
Samanta Schweblin, född 1978 i Buenos Aires, är en argentinsk författare och filmvetare.
Hon debuterade 2002 med novellsamlingen El núcleo del desturbio och utsågs 2010 av tidskriften Granta till en av de bästa unga spanskspråkiga författarna. Hon är flerfaldigt prisbelönt för sina noveller som beskrivs som originella, oroande och ofta absurda. År 2016 utkom romanen Räddningsavstånd i svensk översättning av  Lina Wolff.